# 東港溪
東港溪位於台灣南部，屬於中央管河川，全長約有44.00公里，流經屏東縣的八個鄉鎮，分別是內埔鄉、萬巒鄉、竹田鄉、潮州鎮、萬丹鄉、崁頂鄉、新園鄉、東港鎮。流域面積約有472.20平方公里。
東港溪之名是由屏東縣的東港鎮而來，東港之意，原為「位於下淡水溪的東邊」。過去東港溪河口是相當繁榮的貿易地與物資交換地點，清朝時就在東港溪沿岸形了三個街市，分別是萬丹街，新園街和崁頂街。
東港溪主流上游為萬安溪，發源於屏東縣泰武鄉的日湯真山。

## 歷史
從前東港溪的主流上游為水量豐沛的隘寮溪，其源頭位於遙拜山。1938年修築完成隘寮溪南岸長堤，導引溪水向西北流入荖濃溪；其後又興建一連串的堤防，以切斷隘寮溪南側各分流。從此隘寮溪變成荖濃溪的支流，東港溪遂改以萬安溪為主要源流，其河長與流量均大幅減少。

## 水系主要河川
以下由下游至源頭列出水系主要河川，其中粗體字為主流河道。

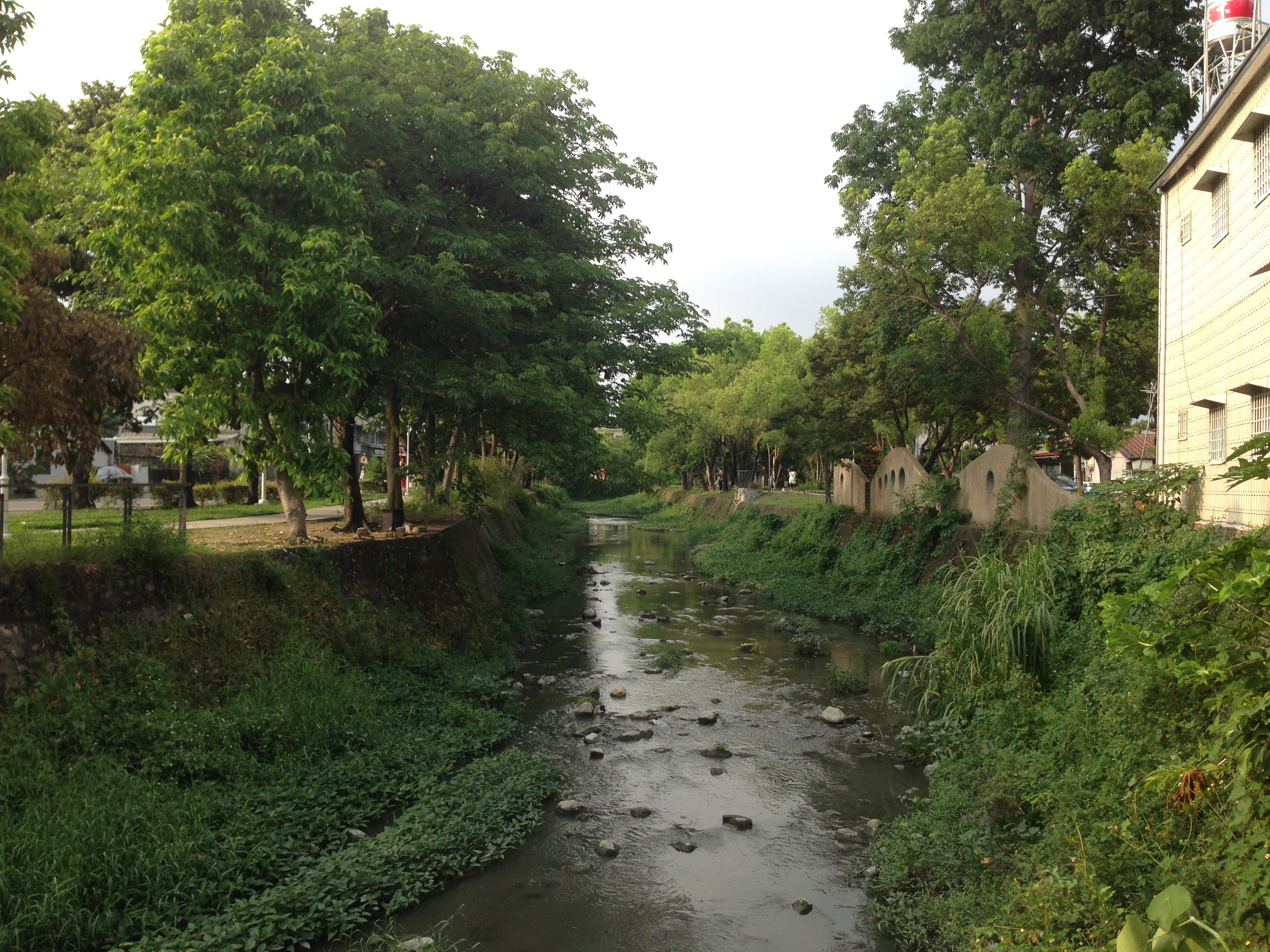
流經內埔鄉的龍頸溪。

- 東港溪
  - 後寮溪（牛埔溪）
  - 溪州溪（港東溪、九甲溪）
  - 港子墘溝
  - 麟洛溪（舊隘寮溪）
  - 民治溪
  - 頭溝溪
  - 龍頸溪
  - 佳平溪
  - 牛角灣溪
  - 萬安溪

## 主要橋樑
以下由河口至源頭列出主流上之主要橋樑：

### 東港溪河段
- 進德大橋（鄉道屏63線）
- 東港大橋（省道台17線）
- 龍港大橋（鄉道屏64線）
- 港東二號橋
- 鈺榮橋
- 興社大橋（縣道185甲線）
- 五魁橋（縣道189號）
- 東港溪橋（國道三號）
- 台鐵東港溪橋（台鐵屏東線）
- 潮州大橋（鄉道屏85線）
- 新潮州大橋（省道台1線）
- 萬巒大橋（縣道187號）
- 泗溝大橋（鄉道屏100線）
- 隴東橋（鄉道屏107線）
- 成德大橋（鄉道屏98線）

### 萬安溪河段
- 無名橋
- 萬安大橋（縣道185號）
- 萬安一號橋
- 萬安一號鐵索橋
- 萬佳橋

## 生態
經濟部水利署已將東港溪列為水質最差的河川之一，尤其是下游地段，水質惡臭且混濁。東港溪上游原有一處鱷魚養殖場，因為六一二水災的關係，導致養殖場的眼鏡凱門鱷被沖入東港溪，目前已在溪流中繁衍後代。據最近的捕捉紀錄顯示，河中最大的眼鏡凱門鱷約有1.5米以上。

## 截彎取直
自2010年開始，水利署於萬丹鄉興化村、竹田鄉鳳明村、崁頂鄉力社村交界一帶，同時也是麟洛溪（亦稱隘寮溪）匯入點，進行截彎取直的治水工程。原本的東港溪在流經興社大橋後會轉向東流，並畫出直徑約500~600公尺的半圓，再往西與麟洛溪交會。工程進行首先拆除連接興化與力社的興社大橋，再沿半圓直徑進行填土工程，將原本該向東彎曲的河道改往西南流向，原本兩溪的交界點往北遷移200公尺；經此整治後，麟洛溪（主要為萬丹）及東港溪中上游的水患明顯改善。

## 外部連結
- 台灣環境雜誌 第96期-東港溪
- 藍色東港溪保育協會網路通訊 （页面存档备份，存于）